# دنی گی (بازیکن فوتبال)
دَنیل کال گِی ((به انگلیسی: Daniel Karl Gay)؛ زادهٔ ۵ اوت ۱۹۸۲) بازیکن فوتبال اهل انگلستان است. کال گِی یک فوتبالیست بازنشسته است که آخرین بازی را برای نیدهام مارکت بازی کرد. او بین سال‌های ۲۰۰۱ تا ۲۰۰۳ یازده بازی در لیگ دو فوتبال انگلستان برای ساوتند یونایتد  انجام داد. 
از باشگاه‌هایی که در آن بازی کرده‌است می‌توان به باشگاه فوتبال هورنچورج، باشگاه فوتبال سنت نئوتز تاون، باشگاه فوتبال سادبوری، باشگاه فوتبال براینتری تاون، باشگاه فوتبال چلمزفورد سیتی، باشگاه فوتبال بیشاپس استورتفورد، باشگاه فوتبال هیبریج، باشگاه فوتبال لیستون و اشاره کرد.